# Cylindrotoma deserrata
Cylindrotoma deserrata är en tvåvingeart som beskrevs av Alexander 1972. Cylindrotoma deserrata ingår i släktet Cylindrotoma och familjen mellanharkrankar. Inga underarter finns listade i Catalogue of Life.